# Только большое чувство
«Только большое чувство» (англ. No Small Affair) — художественный фильм Джерри Шацберга, с Джоном Крайером и Деми Мур в главных ролях.

## Синопсис
Случайно в объектив молодого фотографа Чарлза попадает очаровательная Лора. Напечатав фото, он влюбляется и разыскивает её по всему городу. И находит в баре, где она работает певицей. Любовные притязания юноши она отвергает из-за разницы в возрасте, но Чарлз решает помочь ей и тайно начинает её рекламную кампанию.

## В ролях
| Актёр          | Роль            |
| -------------- | --------------- |
| Джон Крайер    | Чарльз Каммингс |
| Деми Мур       | Лора Виктор     |
| Джордж Вендт   | Джейк           |
| Питер Фречетт  | Леонард         |
| Элизабет Дэйли | Сьюзен          |
| Энн Уэджуорт   | Джоан Каммингс  |
| Джеффри Тэмбор | Кен             |
| Тим Роббинс    | Нельсон         |
| Хэмилтон Кэмп  | Гас Сосновски   |
| Скотт Гетлин   | Скотт           |
| Рик Дукомман   | Грум            |

## Даты выхода фильма
- 9 ноября 1984 США 1 486 300 чел.
- 16 марта 1985 Филиппины
- 16 марта 1985 Япония
- 28 марта 1985 Австралия
- Май 1985 Австрия
- 17 мая 1985 Германия (ФРГ)
- 3 октября 1985 Португалия

## Критика
Фильм получил неоднозначную критическую реакцию. На Rotten Tomatoes фильм имеет рейтинг одобрения 57%,  основанный на семи отзывах.

## Рецензии
- Picks and Pans Review: No Small Affair (англ.) // People. — 26 November 1984. — Vol. 22, no. 22. — ISSN 0093-7673.
- Attanasio, Paul. Tawdry 'Affair' (англ.). The Washington Post (10 ноября 1984). Дата обращения: 27 декабря 2016.
- Kempley, Rita. A Very, Very Small 'Affair' (англ.). The Washington Post (9 ноября 1984). Дата обращения: 27 декабря 2016.
- Maslin, Janet[англ.]. Jon Cryer in 'No Small Affair' (англ.). The New York Times (9 ноября 1984). Дата обращения: 27 декабря 2016.